# Rudolf Paravicini

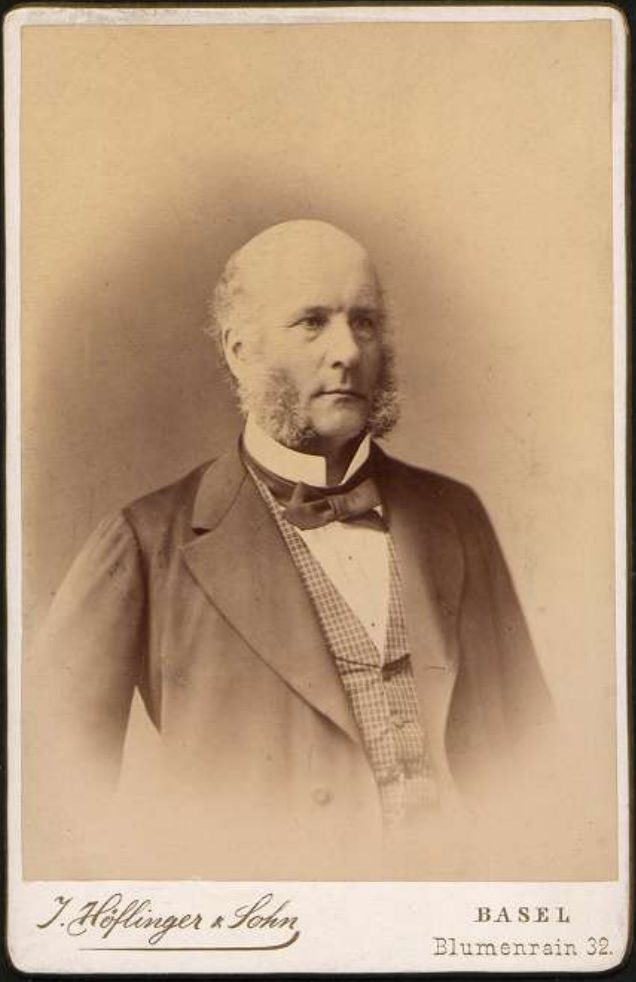
Rudolf Paravicini

Rudolf Paravicini (Bazel, 28 juli 1815 - aldaar, 14 februari 1888) was een Zwitsers ondernemer, politicus en generaal bij het leger.
Paravicini werkte eerst in de Seidenfabrik Dietrich Preiswerk, waarvan hij in 1847 eigenaar werd. Daarnaast zetelde hij in de Grote Raad van Bazel-Stad van 1845 tot 1884. In 1863 was hij de medestichter, nadien - van 1864 tot 1888 - voorzitter van de Basler Versicherungen.

## Stafchef
In 1835 werd hij officier in het Zwitsers leger. In 1847 was hij commandant van de Basler Einheit in de Sonderbundskrieg, het laatste gewapende conflict in Zwitserland. Hij was stafchef van het leger tijdens de Frans-Duitse Oorlog van 1870-1871. De periode dat 87.000 Franse krijgsgevangenen werden ondergebracht in het neutrale Zwitserland. Verslagen door de koude en honger werden de soldaten op verschillende plaatsen gehuisvest voor de duur van 6 weken, tot de uitvoering van het vredesakkoord tussen Frankrijk en Duitsland.
- Gemeinsame Normdatei: 1048360598
- Historisch woordenboek van Zwitserland: 014808
- Virtual International Authority File: 307289708